# Hemicidaridae
Hemicidaridae Wright, 1857 è una  famiglia estinta di ricci di mare.

## Tassonomia
Comprende i seguenti generi:
- Asterocidaris Cotteau, 1859 †
- Gymnocidaris L. Agassiz, 1838 †
- Hemicidaris L. Agassiz, 1838 †
- Cidaropsis Cotteau, 1863 †
- Pseudocidaris Pomel, 1883 †